# Paolo Paganini (giornalista)
Paolo Paganini (La Spezia, 4 settembre 1963) è un giornalista e conduttore televisivo italiano che lavora per Rai Sport.

## Biografia
Il suo esordio da radiocronista fu nel 1993 al fianco di Sandro Ciotti e Mario Giobbe, durante la trasmissione Tutto il calcio minuto per minuto, commentando al suo esordio la partita Genoa-Roma, terminata 2-0. Negli anni successivi ha seguito anche le partite della Sampdoria, oltre a quelle del Genoa. La sua ultima radiocronaca fu nel 2000 per poi passare alla televisione sempre nella redazione sportiva della Rai.
Dal 1996 al 2002 ha condotto prima su Rai 3 e poi su Rai 2 la trasmissione A Tutta B sul campionato cadetto italiano, sostituendo Gianni Vasino prima e Marco Civoli poi. È stato anche per molti anni telecronista del nuoto commentando tra l'altro i Campionati Europei di Berlino, i Mondiali di Fukuoka, varie edizioni dei Campionati Italiani e le tappe delle World Series. In estate ha condotto Domenica Sportiva Estate. Poi, ha condotto Sabato Sprint con Sabrina Gandolfi, oltre a ricoprire il ruolo di inviato e telecronista all'interno di 90º minuto per la Serie A dal 1995. 
Nell'estate 2010 è opinionista a Mondiale Rai Sprint e Mondiale Rai Sera di Marco Mazzocchi, e a Notti mondiali di Jacopo Volpi. Voce principale Rai del calciomercato, dal 2016 al 2018 conduce 90º minuto Serie B. 
Nel 2021 lo si rivede a Notti Europee per poi condurre Calcio totale che andrà in onda su Rai Sport e in replica su Rai 2 dopo Quelli che.
Nel 2023-2024 affianca Paola Ferrari a 90º minuto e in estate conduce Dribbling Europei. Per la stagione seguente conduce 90esimo Minuto di Sabato con Ferrari.
Nell'estate 2025 conduce #nonsolomercato in onda su Rai 2 seconda serata. 

## Riconoscimenti
- 2010 (Genova, 19 marzo) - Viene insegnito dall'Ordine Nazionale Cavalieri dello Sport, con il patrocinio dell'CSEN, del titolo di Cavaliere dello Sport.[4]